# Odznaki PZN
Odznaki PZN – odznaki ustanowione przez Polski Związek Narciarski.

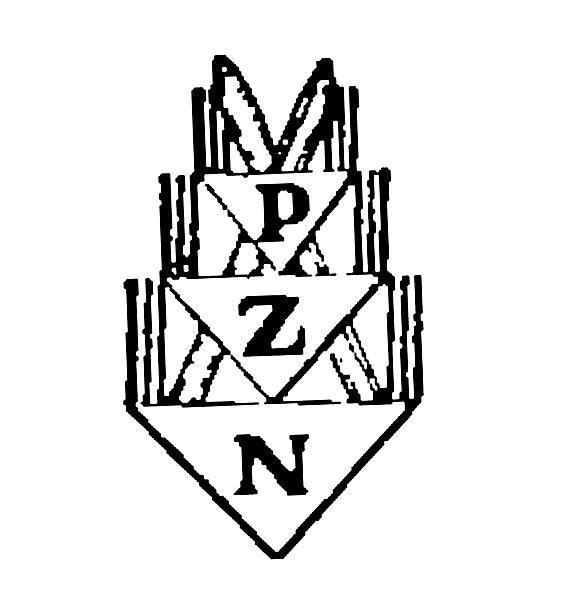
„Odznaka za Sprawność PZN”

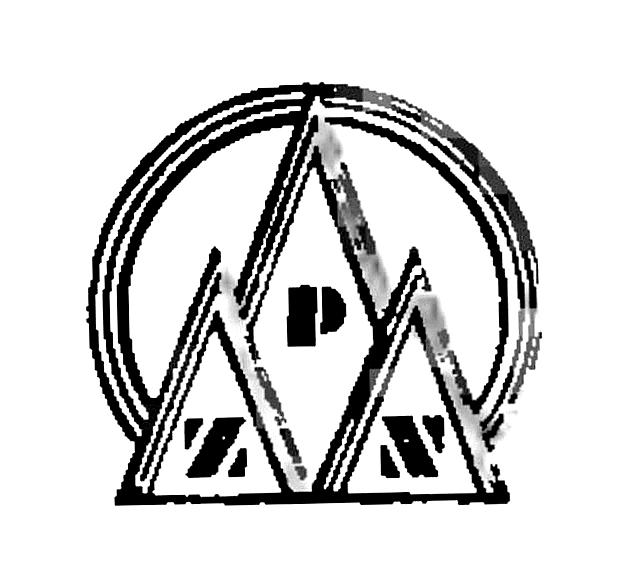
„Górska Odznaka PZN”

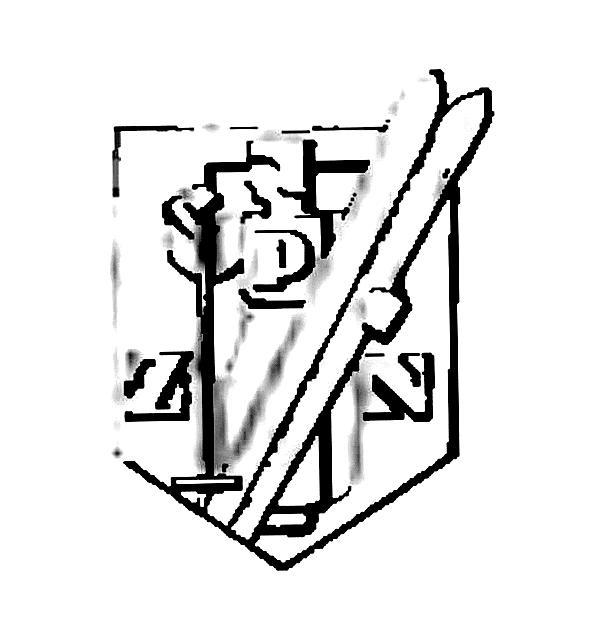
„Nizinna Odznaka PZN”

## II Rzeczpospolita
W okresie II Rzeczypospolitej Polski Związek Narciarski wprowadził trzy odznaki, których celem było stałe krzewienie narciarstwa wśród szerokich rzesz oraz wpływanie na podniesienie poziomu ogólnego kultury fizycznej za pośrednictwem narciarstwa.

### Odznaka za Sprawność PZN
„Odznaka za Sprawność PZN” miała charakter sportowy. Została ustanowiona w 1926 jako pierwsza w Polsce odznaka sprawnościowa i jako jedna z pierwszych na świecie. Celem odznaki było budzenie jak najszerszego zainteresowania do ćwiczeń na nartach, zachęcenie młodzieży do racjonalnego uprawiania sportu narciarskiego oraz utrzymanie sprawności narciarskiej do jak najpóźniejszego wieku.
Odznaka dzieliła się na trzy stopnie: złota, srebrna i brązowa - w zależności od osiąganych limitów. Do końca sezonu 1936/1937 przyznano 25 884 odznak.
Począwszy od sezonu 1936/1937 przyznawano również puchary przechodnie dla towarzystw narciarskich - osobno cywilnych i wojskowych - w ramach klasyfikacji pod względem liczby członków odznaczonych „Odznaką za Sprawność PZN”.

### Górska Odznaka PZN
„Górska Odznaka PZN” miała charakter turystyczny. Została ustanowiona w 1932 jako pierwsza w Polsce i pierwsza w Europie odznaka turystyczna.
Celem odznaki było krzewienie zainteresowania dla turystyki narciarskiej, zachęta do utrzymania sprawności turystycznej do jak najpóźniejszego wieku, podniesienie poziomu technicznego uprawianej turystyki oraz propaganda terenów narciarskich w polskich górach.
Do końca sezonu 1936/1937 przyznano 5617 odznak.

### Nizinna Odznaka PZN
„Nizinna Odznaka PZN” miała charakter marszowy. Została ustanowiona w 1936 celem popularyzacji narciarstwa na obszarach niżowych.
Celem odznaki było rozpowszechnienie nart jako środka komunikacji na nizinach Polski, zachęta do utrzymania marszowej sprawności narciarskiej u narciarek i narciarza do najpóźniejszego wieku oraz obudzenie i utrzymanie trwałego zainteresowania dla dalekobieżnej turystyki narciarskiej i zimowego terenoznawstwa na nizinach Polski.